# Hippomenes

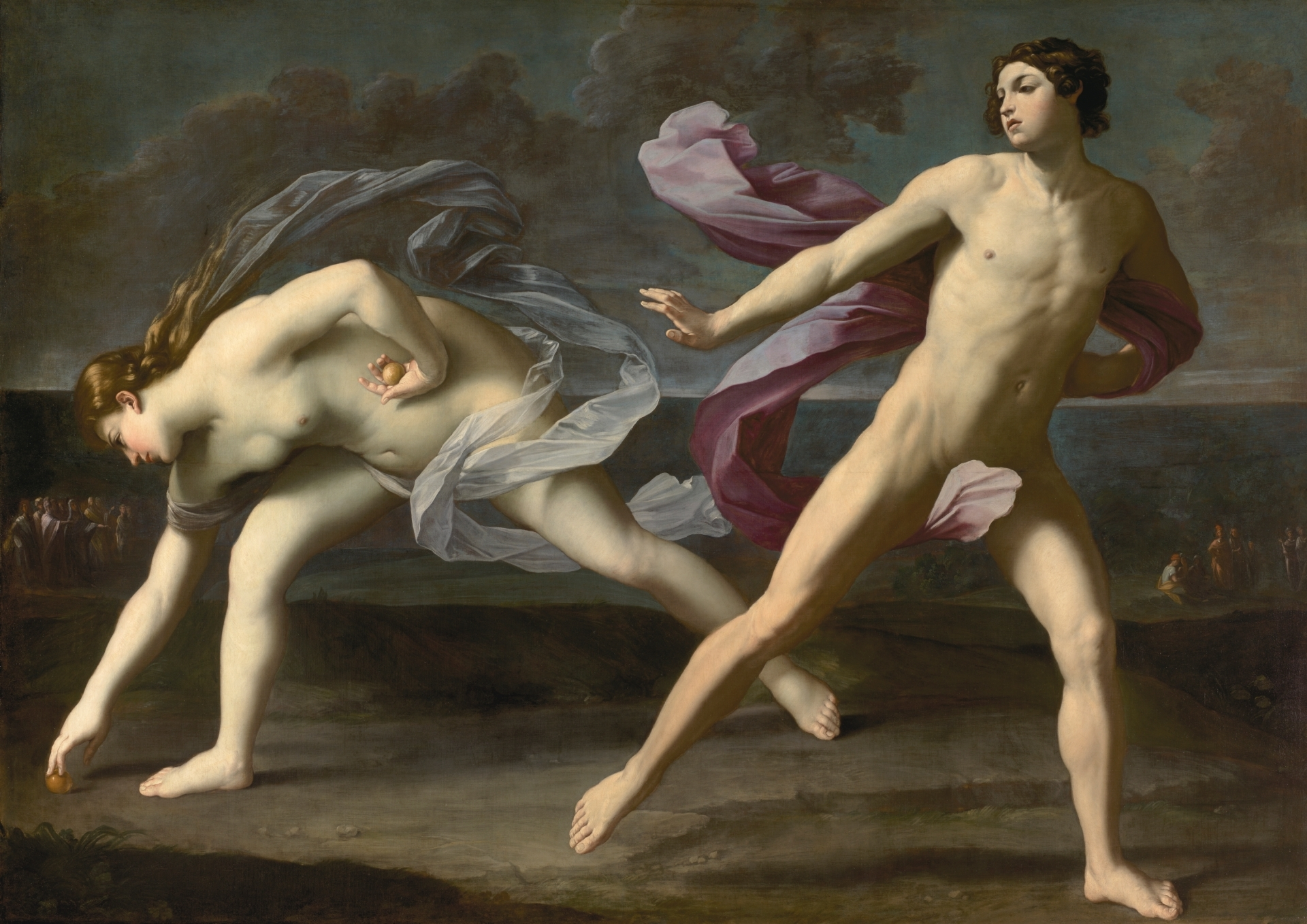
Atalante & Hippomenes (schilderij van Guido Reni)

Hippomenes (Grieks: Ἱππομένης) is een figuur uit de Griekse mythologie. Zijn vader is Megareus van Onchestus, en zijn grootvader is Poseidon. Hippomenes komt voor in de mythe van 'Atalante en Hippomenes'. In zijn dichtwerk 'Metamorphosen' vertelt Ovidius dit verhaal. In een renwedstrijd moet Hippomenes het opnemen tegen Atalante, de snelste vrouw en mens op aarde, om met haar te trouwen. Als hij verliest, zal Hippomenes worden vermoord. Om toch te winnen komt de godin Aphrodite te hulp. Ze geeft hem drie gouden appels waarmee Hippomenes de aandacht van Atalanta kan afleiden, waardoor hij toch kan winnen. Helaas vergeet het stel Aphrodite te bedanken. Zij zorgt ervoor dat ze in een bos gemeenschap in de tempel van Zeus hebben. Dit maakt Zeus zo kwaad dat hij de twee verandert in leeuwen, waarna ze elkaar nooit meer kunnen terugvinden.